# Chuang Tse e il primo imperatore
Chuang Tse e il primo imperatore è un romanzo di Anna Russo pubblicato nel novembre del 2010 dalla casa editrice Alacran e ambientato nella Cina del III secolo a.C.
I protagonisti sono il primo imperatore, (noto per aver fatto costruire la grande muraglia, l'esercito di terracotta, ecc.) ed un suo nemico invisibile: un bambino di appena undici anni. A metà tra fatti storici e fantasia, il romanzo si basa sul primo libro di storiografia scritto al mondo: Il libro dei mari e dei monti.

## Trama
Il giovane Chuang Tse è nemico giurato del primo imperatore, che gli ha deportato, alla nascita, tutta la famiglia. Cresciuto in incognito, il bambino ha deciso già da piccolissimo di vendicarsi, così vive come un'ombra rispetto all'imperatore. Ma un giorno una tempesta lo fa precipitare in un canale e da lì finisce in un palazzo segreto. L'ospite del palazzo è la persona che Chuang Tse meno avrebbe voluto incontrare, ma che in qualche modo coronerà il suo sogno.

## Edizioni
- Anna Russo, Chuang Tse e il primo imperatore, Alacrán, 2010,  p. 90, ISBN 978-88-6361-024-6.